# Pernilla Bowall
Pernilla Bowall (16 de agosto de 1972) é uma ex-futebolista profissional sueca que atuava como meia.

## Carreira
Pernilla Bowall fez parte do elenco da Seleção Sueca de Futebol Feminino, nas Olimpíadas de 1996. 